# Waterleidingplas
De Waterleidingplas is een drinkwaterbekken van het Amsterdamse waterleidingbedrijf Waternet.
De Waterleidingplas is een door kaden afgescheiden deel van de Loenderveense Plas, gelegen tussen Loenen aan de Vecht en Oud-Loosdrecht in de gemeente Wijdemeren. De Loenderveense Plas wordt gerekend tot de Loosdrechtse Plassen maar is afgesloten voor recreatief gebruik. De Waterleidingplas heeft een oppervlakte van ruim anderhalve vierkante kilometer.
Waternet voegt grondwater (kwelwater uit de Bethunepolder) en Rijnwater aan de Waterleidingplas toe. Het gemaal Bethunepolder, met een capaciteit van 12.000 m³/uur, pompt het water uit de sloten van de Bethunepolder naar het Waterleidingkanaal. Via dit kanaal komt het water in de plas terecht. Bij Nieuwersluis staat de inlaat voor water uit het Amsterdam-Rijnkanaal. De pompen hier hebben een capaciteit van 16.000 m³/uur. Van de mogelijkheid om bij droog weer water bij te mengen uit het Amsterdam-Rijnkanaal wordt weinig gebruik gemaakt. In het 1997 getekende Convenant Bethunepolder is minimaal 25 miljoen m³ water per jaar beschikbaar voor de drinkwatervoorziening voor de gemeente
Amsterdam.
Het water in de plas ondergaat een natuurlijk reinigingsproces waarbij ammonium, organische stoffen en bacteriën worden afgebroken. De zuurgraad van het plaswater wordt geregeld door zoutzuur toe te voegen. Na ongeveer 100 dagen wordt het water afgevoerd naar het productiebedrijf Weesperkarspel bij Driemond voor verdere behandeling tot drinkwater.
Ongeveer een derde van het drinkwater van Amsterdam komt uit de Loenderveense Plas. 

## Foto's

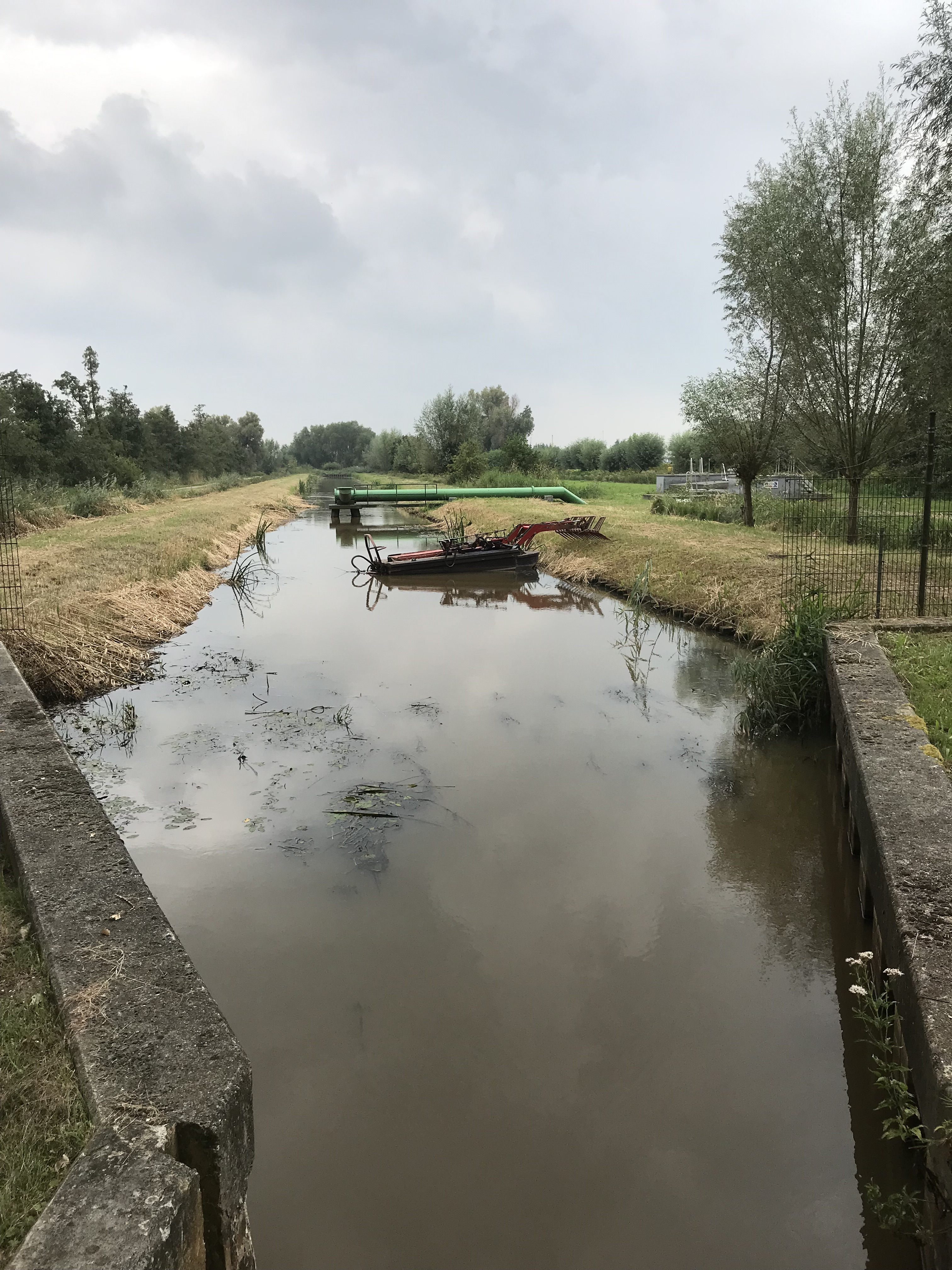
Het laatste stuk van het Waterleidingkanaal
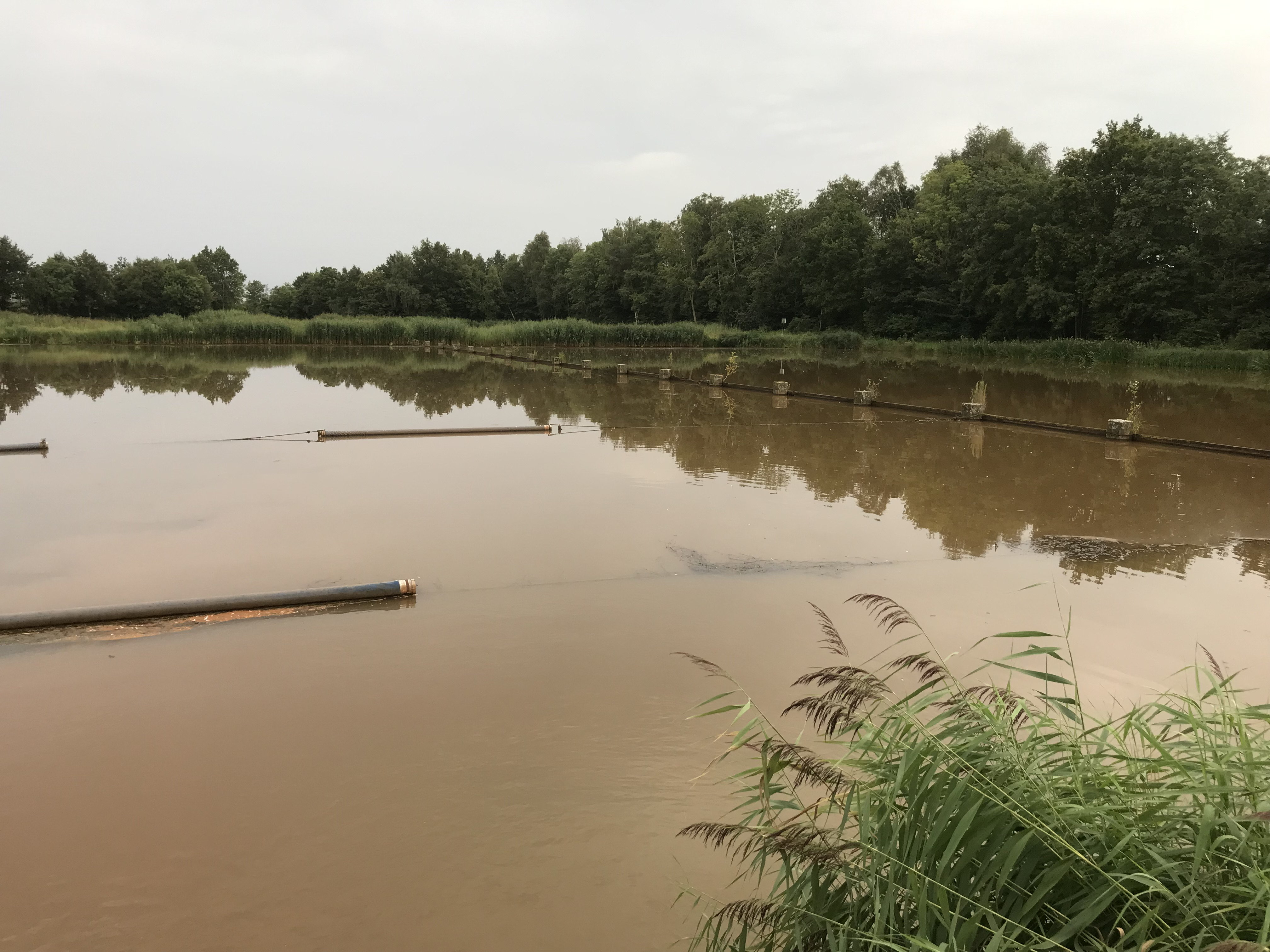
In dit bassin zakken de vaste deeltjes naar de bodem
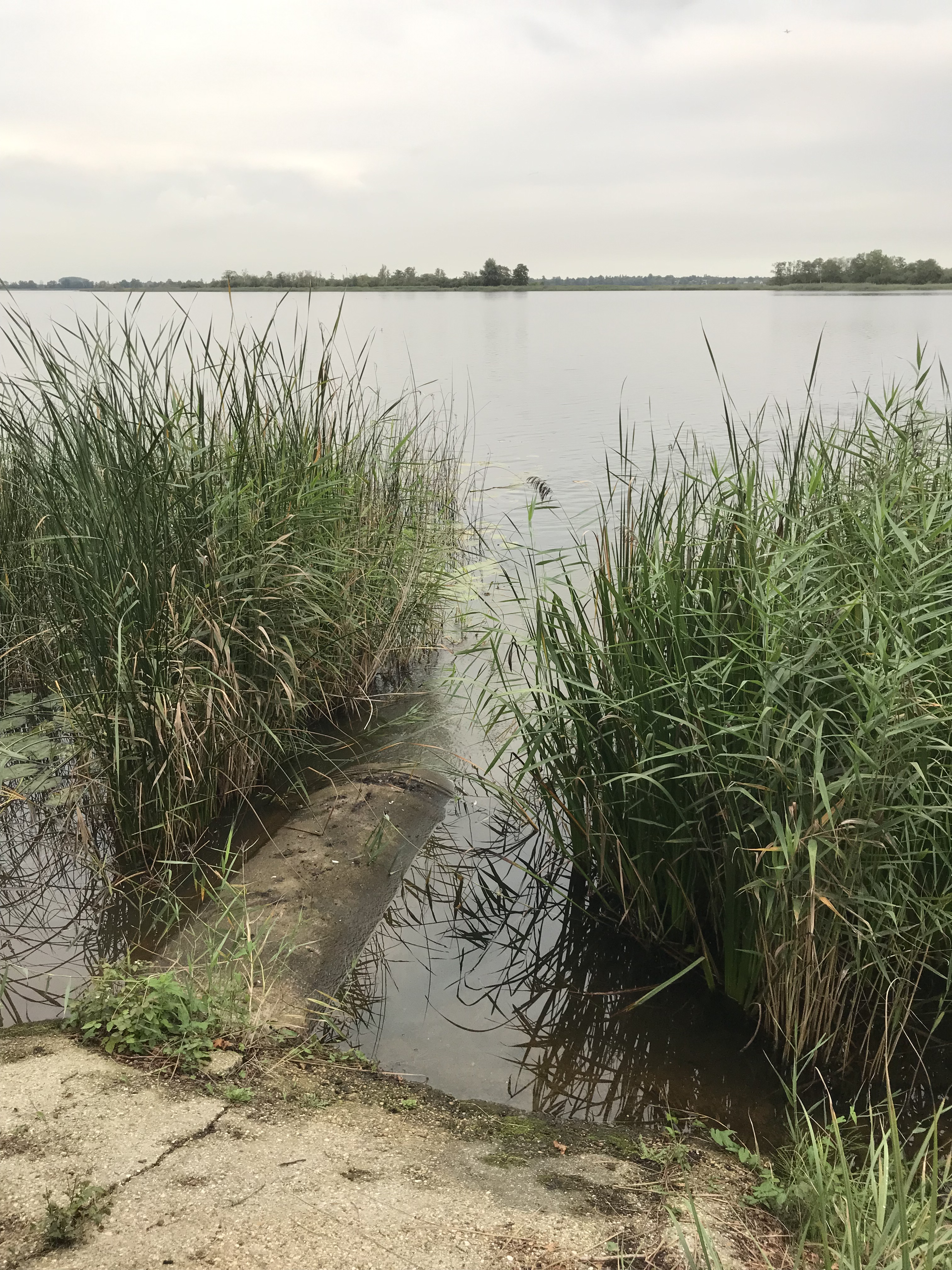
Het water is al veel helderder wanneer het de plas instroomt
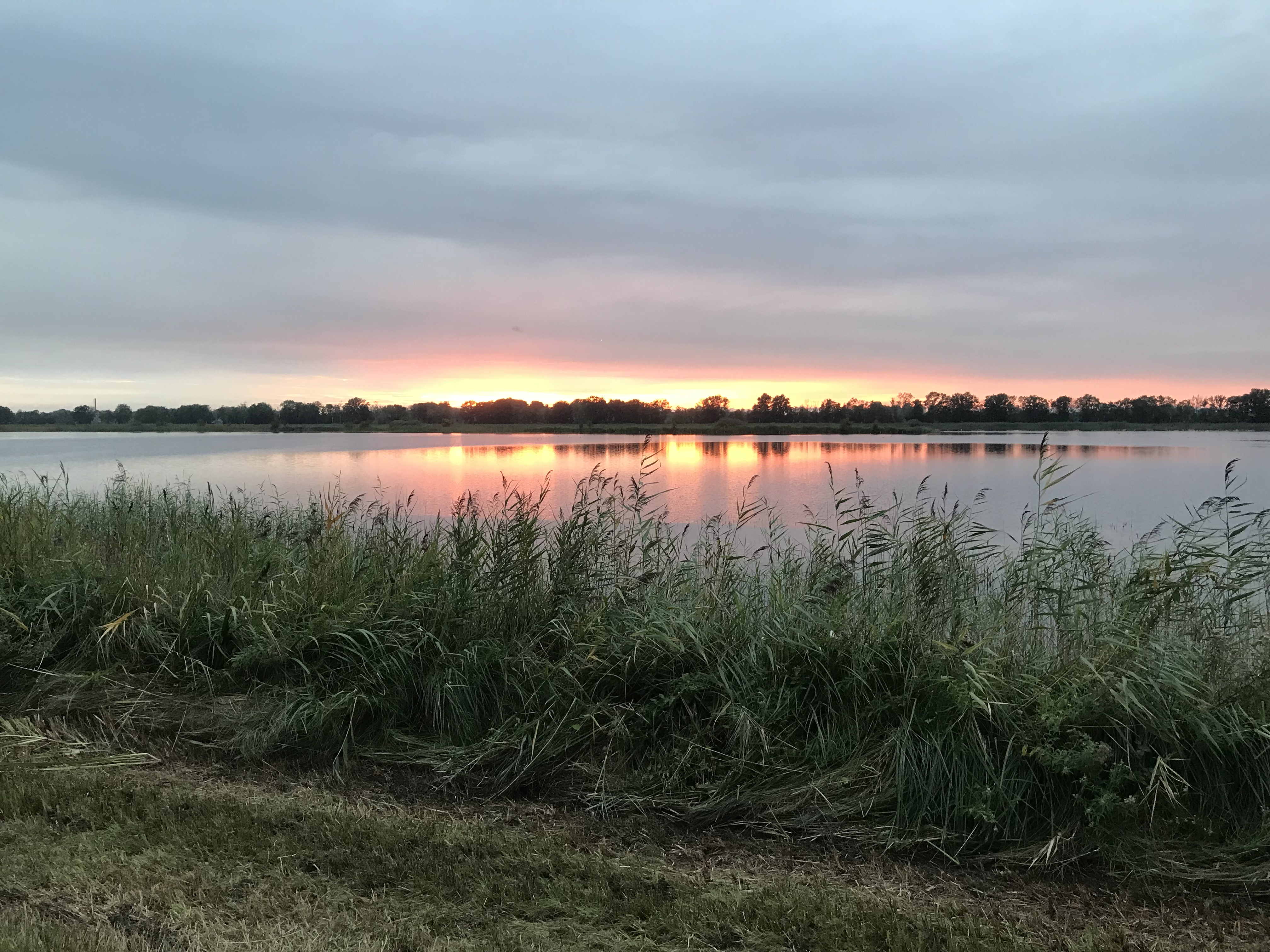
De plas bij zonsondergang